# André Fernet
Pour les personnes ayant le même patronyme, voir Fernet.
André Charles Fernet, né le 24 août 1886 à Pierrefonds, mort pour la France près de Château-Bréhain le 1er juin 1916, au cours d'un combat aérien, est un écrivain et lieutenant aviateur français, pilote à l'escadrille C.42.

## Biographie
Il est le fils de Charles Alexis Fernet médecin et professeur agrégé à la Faculté de médecine de Paris, et d’Amélie Eugénie Desmarest et le frère cadet de Jean Fernet (1881-1953) qui deviendra vice-amiral et conseiller du maréchal Pétain pendant le régime de Vichy. 
Licencié en droit en 1907 et ès lettres, André Fernet est auditeur de 1re classe au Conseil d'État.
Il devient auteur dramatique et romancier sous le pseudonyme d'André Fergan. Il est lauréat de l'Académie française (Prix Montyon 1911 et Prix Maillé-Latour-Landry 1916). Il est un correspondant de Roger Martin du Gard, qui lui donne parfois des conseils littéraires. Dans certains de ses écrits, il utilise les théories de Georges Sorel. Il contribue à la revue traditionaliste L'Indépendance.
André Fernet avait adhéré à l'Action française,.
Pendant la Première Guerre mondiale, il est pilote sur Caudron G.3 dans l'escadrille C 42, commandé par le capitaine Henri Lecomte. Il est abattu à proximité immédiate des villages de Bréhain et Château-Bréhain, en Moselle, probablement par le Leutnant Walter Höhndorf, as aux 12 victoires, du KEK (Kampfeinsitzerkommando), stationné alors à Vaux. Il est inhumé à Viviers (Moselle).

## Distinctions
- Chevalier de la Légion d'honneur à titre posthume
- Croix de guerre 1914-1918 avec palme
- Cité au Panthéon

## Œuvres
- L’ascète, roman publié chez Grasset (1910)
- La maison divisée, pièce de théâtre (1913)
- Le Cœur pur, pièce de théâtre (1916)[1]